# SISD
|                 | Instrucció Simple | Múltiples Instruccions |
| --------------- | ----------------- | ---------------------- |
| Dada Simple     | SISD              | MISD                   |
| Múltiples Dades | SIMD              | MIMD                   |
| Aquesta caixa:  |                   |                        |

En informàtica SISD és l'acrònim de Single Instruction, Single Data (Una sola instrucció, una sola dada). És un terme relacionat amb la computació que fa referència a una arquitectura en la qual un únic processador executa un únic flux d'instruccions per operar en dades emmagatzemades en una única memòria. Es correspon, per tant, amb l'arquitectura de von Neumann.
Segons Flynn, SISD pot tenir característiques de processament concurrent. L'obtenció d'instrucció i l'execució d'instruccions segmentades, són exemples comuns en la majoria dels ordinadors moderns SISD.